# Quando il giorno incontra la notte
Quando il giorno incontra la notte (Day & Night) è un cortometraggio animato statunitense del 2010 in CGI, diretto da Teddy Newton.
Prodotto da Pixar Animation Studios in co-produzione con Walt Disney Pictures, Quando il giorno incontra la notte, a differenza dei precedenti cortometraggi Pixar, unisce elementi disegni a mano con animazione al computer. Il designer Don Shank ha affermato che è «diverso da tutto ciò che Pixar ha prodotto fino ad ora».
Il cortometraggio, allegato al film Pixar Toy Story 3 - La grande fuga, è stato il primo prodotto Pixar ad essere stato concepito con il 3D nativo, invece che applicato in post-produzione.

## Trama
Giorno e Notte sono due personalità diametralmente opposte, non si fidano una dell'altra, ma sono allo stesso tempo complementari. Come due buchi della serratura, attraverso i loro corpi è possibile osservare lo svolgersi della vita, nei due momenti della giornata che i protagonisti rappresentano: Giorno mostra una ragazza in bikini che sta prendendo il sole, mentre Notte, nello stesso luogo, ha solo un lupo che ulula alla luna; la Las Vegas Strip con Giorno è un insieme di palazzi ed edifici privi di attrattiva, mentre con Notte la città si illumina di mille luci e fuochi d'artificio esplodono in cielo. Un prato pieno di insetti ronzanti diventa, di notte, una distesa di lucciole; una piscina all'aperto, di giorno, pullula di vita e di notte, al contrario, viene chiusa. Iniziando a scoprire i loro aspetti positivi e le differenze, Giorno e Notte fanno amicizia, litigano e ballano al ritmo della musica di Las Vegas finché Giorno non capita su una stazione radio, in cui viene trasmesso un messaggio di Wayne Walter Dyer, che invita gli ascoltatori a essere interessati alle cose diverse da loro e a quelle che non conoscono, perché sono proprio le cose misteriose a essere quelle più interessanti.
(Wayne Walter Dyer)
I due allora si abbracciano e, nei loro corpi, vedono il sole tramontare da una parte e albeggiare dall'altra nello stesso istante. Giorno e Notte si rallegrano nello scoprire di aver invertito i ruoli. Giorno può ora godersi i fuochi d'artificio, i cinema all'aperto e le luci di Las Vegas, mentre Notte può divertirsi con le spiagge popolate, gli arcobaleni e i giochi dei bambini.

## Produzione
Teddy Newton, collaboratore di lunga data di Brad Bird, ideò il corto partendo da una singola immagine: «Mi sono immaginato la serratura stessa che guarda sé stessa e vedo cosa succede dentro la stanza». La serratura diventò quindi un personaggio e il corto ne beneficiò in dinamicità in quanto il personaggio poteva muoversi e rivelare le azioni dentro di lui. Newton, che aveva già sottoposto svariate idee nel corso degli anni, giudicate troppo sviluppate e venendo dirottato come designer sui corti Presto e Parzialmente nuvoloso, propose il progetto in una maniera differente e inusuale: la presentazione era in 3D e invece di elaborare nel dettaglio la sua idea, come aveva fatto per le precedenti, si presentò con poco più di dodici disegni, nei quali veniva mostrata una rissa tra i due protagonisti e un tramonto. Nelle parole di Newton, John Lasseter, a capo del Pixar Braintrust, gruppo di registi che supervisionano i progetti della casa di produzione e vagliano le idee proposte,  preferiva avere una descrizione generale e iniziare a sviluppare il corto da quella, per questo il regista non ideò una scaletta dettagliata come in passato: «Cercavo di fidarmi del processo, invece che di combatterlo». Prima ancora di finire la presentazione, Lasseter approvò il corto e dette inizio alla produzione.
(Teddy Newton)
Il Braintrust, inoltre, non venne coinvolto nelle decisioni che portarono il corto allo stadio finale. Nei meeting dedicati all'ideazione della storia, Lasseter fu l'unico a collaborare con Newton. Secondo quest'ultimo, il fatto che la scelta venne presa da Lasseter soltanto contribuì a mantenere originale il tono e lo stile del corto. Il gruppo dei registi, infatti, era composto da personalità forti e punti di vista particolari. Una decisione comune avrebbe comportato una diluizione delle idee, in modo da poter accomodare i gusti di tutti i membri. Fonte d'ispirazione fu anche lo psicologo statunitense Wayne Walter Dyer, al quale è affidato l'unico dialogo udibile nel corto, estrapolato da una sua conferenza tenuta negli anni settanta, conosciuta da Newton attraverso le registrazioni che la madre ascoltava quando il regista era bambino. Incorporò quindi lo spezzone per veicolare l'idea della bellezza nelle cose misteriose e per ribadire che non bisogna averne paura. Il tema del corto fu influenzato anche da un discorso di Albert Einstein, simile a quello di Dyer. La Pixar ringraziò Dyer per il suo contribuito con una proiezione privata del corto.
Una volta stabilite le regole e la tematica del corto, influenzato da due lavori molto amati dal regista, Dot and the Line e Pennelli, rabbia e fantasia, diretti da Chuck Jones, che rompevano il quarto muro ed non si basavano su una storia vera e propria, lo sviluppo narrativo fu molto meno complicato, furono necessarie soltanto tre riunioni, contro le otto o nove di solito organizzare per ideare la storia dei corti: «Avevo un sacco di gag e battute visive che andavano solo contestualizzate». Quando il giorno incontra la notte presenta una miscela di animazione tradizione e immagini in computer grafica. Ciò richiese due gruppi di lavori, supervisionati dall'animatore Tom Gately, che dovettero operare all'unisono per non creare sfasature nel prodotto finale. Sei animatori vennero assunti per l'incarico di portare in vita gli storyboard. Molti di loro, secondo il regista, non animavano qualcosa a mano da più di dieci anni e dovettero sforzarsi per riprendere confidenza con la matita. Uno soltanto, Doug Dooley, animò l'ambiente in CGI all'interno dei personaggi e la sequenza d'apertura venne animata nel corso dell'intera produzione, durata nove mesi.
Il 3D venne usato come mezzo per espandere e ottenere profondità d'azione all'interno dei personaggi, separare i due livelli di animazione e come metafora per i personaggi che si scoprono a vicenda e sono sempre più coinvolti l'uno nell'altro. La parte più difficile per il team di disegnatori si rivelò essere quella di integrare i disegni a mano con le animazione al computer. L'unione tra i due, mai avvenuta prima d'ora in un prodotto d'animazione occidentale, è stata talmente complessa che, a metà della realizzazione, il regista pensò di abbandonare il progetto. Infatti, non è stato applicato il normale processo di animazione. Inizialmente, si pensava di poter unire le parti della scena animate a mano con quelle al computer sovrapponendole, mentre invece il compositing risultò più arduo, nel tentativo di non rovinare una delle due animazioni una volta unite. Lo stile dell'illuminazione del corto, infine, si rifà a una tecnica in voga negli anni cinquanta, che consisteva nel girare le scene notturne durante il giorno, utilizzando dei filtri per rendere buie.

## Distribuzione
Il corto venne allegato alle edizioni home video di Toy Story 3 - La grande fuga, di cui vennero distribuite tre differenti versioni del film, un DVD a disco singolo, un doppio disco Blu-ray e una versione contenente i due dischi in Blu-ray, il disco DVD e una copia digitale del film.
Il film fu distribuito sul mercato americano il 2 novembre 2010, mentre in Italia le versioni home video della pellicola uscirono il 20 ottobre dello stesso anno, prima degli USA. Inoltre, fu messo in commercio un cofanetto, con la forma del baule dei giocattoli di Andy, di dieci dischi, contenenti i tre film, con i rispettivi contenuti speciali, in versione DVD, Blu-ray e in copia digitale.

## Accoglienza
Quando il giorno incontra la notte ricevette recensioni positive da parte della critica. Robert Bernocchi, sul sito di cinema BadTaste.it, caldeggiò la visione del film in 3D per l'unica ragione di apprezzare a pieno il cortometraggio, dichiarandolo «Una delle cose più strabilianti che abbia visto negli ultimi tempi», così come il sito FilmTv.it, che tracciò anche un parallelo con La Linea. A. O. Scott, sul New York Times, lo definì «Visivamente virtuoso», mentre Joe Morgenstern, sul The Wall Street Journal, scrisse: «Quando il giorno incontra la notte è un'esperienza cinematografica come non ne avete mai viste prima d'ora». Anche giornali come The Seattle Times, The Guardian e il San Francisco Chronicle si unirono agli elogi: quest'ultimo lo definì «il corto più rischioso che abbia mai visto in questi anni» e «una dimostrazione ben congegnata e ben montata di come creare qualcosa di nuovo», mentre FilmAffinity lo dichiarò «uno dei più creativi e inventivi cortometraggi d'animazione mai realizzati».
Oltre all'apprezzamento di critica e pubblico, il cortometraggio ottenne il Visual Effects Society Award per la miglior animazione in un cortometraggio, l'Annie Award per miglior corto e la candidatura all'Oscar al miglior cortometraggio d'animazione.